# Xadrez grande
|    | a               | b               | c              | d               | e             | f                | g                 | h              | i               | j               |    |  |
| 10 | a10 black torre | b10             | c10            | d10             | e10           | f10              | g10               | h10            | i10             | j10 black torre | 10 |  |
| 9  | a9              | b9 black cavalo | c9 black bispo | d9 black rainha | e9 black rei  | f9 black empress | g9 black princess | h9 black bispo | i9 black cavalo | j9              | 9  |  |
| 8  | a8 black peão   | b8 black peão   | c8 black peão  | d8 black peão   | e8 black peão | f8 black peão    | g8 black peão     | h8 black peão  | i8 black peão   | j8 black peão   | 8  |  |
| 7  | a7              | b7              | c7             | d7              | e7            | f7               | g7                | h7             | i7              | j7              | 7  |  |
| 6  | a6              | b6              | c6             | d6              | e6            | f6               | g6                | h6             | i6              | j6              | 6  |  |
| 5  | a5              | b5              | c5             | d5              | e5            | f5               | g5                | h5             | i5              | j5              | 5  |  |
| 4  | a4              | b4              | c4             | d4              | e4            | f4               | g4                | h4             | i4              | j4              | 4  |  |
| 3  | a3 white peão   | b3 white peão   | c3 white peão  | d3 white peão   | e3 white peão | f3 white peão    | g3 white peão     | h3 white peão  | i3 white peão   | j3 white peão   | 3  |  |
| 2  | a2              | b2 white cavalo | c2 white bispo | d2 white rainha | e2 white rei  | f2 white empress | g2 white princess | h2 white bispo | i2 white cavalo | j2              | 2  |  |
| 1  | a1 white torre  | b1              | c1             | d1              | e1            | f1               | g1                | h1             | i1              | j1 white torre  | 1  |  |
|    | a               | b               | c              | d               | e             | f                | g                 | h              | i               | j               |    |  |

O Xadrez Grande é uma variante do xadrez inventada pelo designer holandês Christian Freeling em 1984. É jogada num tabuleiro de dez colunas por dez fileiras e cada lado tem dois peões extras além de duas peças não-ortodoxas: O Marechal e o Cardeal.
- move-se como uma combinação de torre e cavalo.
- move-se como uma combinação de bispo e cavalo.

## Regras
As peças brancas são alinhadas na segunda fileira, com exceção das torres que ficam na primeira fileira da coluna a e j e os peões ficam dispostos na terceira fileira. As pretas, iniciam o jogo na nona fileira com as torres dispostas na décima fileira da coluna a e j e os peões na terceira fileira. Não existe o movimento de roque porém a captura en passant é idêntica a variante ortodoxa.
Um peão branco pode ser promovido ao alcançar a oitava ou nona fileira entretanto deve ser obrigatoriamente promovido ao alcançar a décima fileira. Ao contrário do xadrez ocidental, as promoções de peão só podem ser efetuadas por peças que já foram capturadas portanto não é permitido ao jogador possuir duas damas, por exemplo. Se não existirem peças capturadas ao alcançar a décima fileira, o peão deve permanecer na nona. O peão negro pode ser promovido ao alcançar a terceira ou segunda fileira, também sendo obrigado a fazê-lo ao atingir a primeira fileira.

## Revistas especializadas
- Hochberg, Burt (agosto de 1997). «Don't be Scared, It's Still Chess». Chess Life
- Beasley, John D., ed. (janeiro de 2010). «Grand Chess». Variant Chess. 8 (63). British Chess Variants Society. pp. 142–44. ISSN 0958-8248
- Gardner, Tony (2002).  Handscomb, Kerry, ed. «The Grand Chess Corner». Abstract Games (3–12). Carpe Diem Publishing. ISSN 1492-0492
- Horne, Malcolm (1996).  Wood, Peter C., ed. «Grand Chess». Variant Chess. 2 (19). British Chess Variants Society. pp. 181–82, 184. ISSN 0958-8248
- Horne, Malcolm (1997).  Jelliss, George P., ed. «Grand Chess: The Yerevan Games». Variant Chess. 3 (24). British Chess Variants Society. pp. 71–72. ISSN 0958-8248
- Vehre, John (2003).  Handscomb, Kerry, ed. «The Grand Chess Corner». Abstract Games (13–14). Carpe Diem Publishing. ISSN 1492-0492